# Селестен Дельмер
Селестен Дельмер (фр. Célestin Delmer; нар. 15 лютого 1907, Вільжуїф, Валь-де-Марн, Іль-де-Франс, Франція — пом. 2 березня 1996, Сен-Мор-де-Фоссе, Франція) — французький футболіст, що грав на позиції півзахисника. Учасник першого чемпіонату світу.

## Спортивна кар'єра
На аматорському рівні виступав за команди «Стад Олімпік де л'Ест», «Мюлуз» і «Ам'єн». До складу останнього колективу приєднався в 1929 році і в першому сезоні грав у півфіналі національного кубка — проти столичного «Расінга» (1:1, 1:3). Лідером того складу був Поль Ніколя — учасник трьох футбольних турнірів на Олімпійських іграх. У 1932 році була заснована професіональна ліга. Керівництво «Ам'єна» вирішило залишитися на аматорському рівні, але декілька гравців стали професіоналами: зокрема, Ернест Лібераті перейшов до клубу «Фів», а Селестен Дельмер — до «Ексельсіора». У першому сезоні, команда з Рубе, здобула єдиний в своїй історії трофей.
На шляху до фіналу були здобуті перемоги над «Руаном», «Ніццею» і «Сетом». Суперниками у вирішальному матчі були земляки з «Расінга». У перші 26 хвилин гри нападники Жульєн Буже, Норберт Ван Канегем та Марсель Ланжіє забили три м'ячі і «Ексельсіор» став переможцем кубка Франції. В сезоні 1935/36 захищав кольори паризького «Ред Стару». Всього в першому дивізіоні французького футболу провів 95 матчів. До початку Другої світової війни виступав за команду другого дивізіону «Серкль Атлетік» (Париж).
У складі національної команди дебютував 11 травня 1930 року. На стадіоні у Коломбі господарі зазнали мінімальної поразки від збірної Чехословаччини (2:3). Через два тижні грав проти збірної Бельгії і потрапив до заявки на світову першість в Уругваї.
На турнір приїхали лише чотири європейських збірних: Бельгії, Румунії, Франції й Югославії. У стартовому матчі групи «А» французи здобули переконливу перемогу над збірною Мексики (4:1). На 19-й хвилині Люсьєн Лоран відкрив рахунок у грі, наприкінці першого тайму Марсель Ланжіє його подвоїв, а в другій половині Андре Машіно зробив «дубль». В наступних поєдинках французи зазнали мінімальних поразок від збірних Аргентини і Чилі. Селестен Дельмер брав участь лише в останньому матчі, проти чилійців. У підсумку третє місце, а переможці групи — аргентинці — дійшли до фіналу, де поступилися господарям змагання.
Протягом наступних чотирьох років провів ще вісім матчів, у тому числі і відбірковий поєдинок за право участі в наступній світовій першості — проти збірної Люксембургу (перемога 6:1). Другий чемпіонат світу проходив за кубковою схемою. Вже на першому етапі, жереб виявився безжальним для французів — збірна Австрії, один з головних претендентів за звання найсильнішої команди планети. Жан Ніколя відкрив рахунок у грі, але на останній хвилині першого тайму Маттіас Сінделар поновив рівновагу. Основний час завершився внічию, а в додаткові півгодини голи Шалля і Біцана змусили збірну Франції поїхати додому. За перебігом подій у цьому матчі Селестен Дельмер слідкував з лави запасних, а в подальшому до лав збірної не залучався.

## Досягнення
- Володар кубка Франції (1):

«Ексельсіор» (Рубе): 1933

## Статистика
Статистика виступів в офіційних матчах:
| Сезон             | Команда           | Чемпіонат | Чемпіонат | Чемпіонат | Кубок | Кубок | Збірна | Збірна |
| Сезон             | Команда           | Ліга      | Ігри      | Голи      | Ігри  | Голи  | Ігри   | Голи   |
| ----------------- | ----------------- | --------- | --------- | --------- | ----- | ----- | ------ | ------ |
| 1929/30           | «Ам'єн»           | —         | —         | —         | 6     | 0     | 3      | 0      |
| 1930/31           | «Ам'єн»           | —         | —         | —         | 4     | 0     | 3      | 0      |
| 1931/32           | «Ам'єн»           | —         | —         | —         | 3     | 0     | —      | —      |
| 1932/33           | «Ексельсіор»      | Д-1       | 18        | 0         | 8     | 0     | 2      | 0      |
| 1933/34           | «Ексельсіор»      | Д-1       | 26        | 0         | 3     | 0     | 3      | 0      |
| 1934/35           | «Ексельсіор»      | Д-1       | 28        | 0         | 3     | 0     | —      | —      |
| 1935/36           | «Ред Стар»        | Д-1       | 23        | 0         | 4     | 0     | —      | —      |
| 1936/37           | «Серкль Атлетік»  | Д-2       | 29        | 2         |       |       | —      | —      |
| 1937/38           | «Серкль Атлетік»  | Д-2       | 31        | 1         |       |       | —      | —      |
| 1938/39           | «Серкль Атлетік»  | Д-2       | 28        | 2         |       |       | —      | —      |
| Усього за кар'єру | Усього за кар'єру | Д-1       | 95        | 0         | 31    | 0     | 11     | 0      |
| Усього за кар'єру | Усього за кар'єру | Д-2       | 88        | 5         | 31    | 0     | 11     | 0      |

Чемпіонат світу 1930 року:
| група «А» 19 липня 1930 |

| Чилі         | 1 — 0 | Франція |
| ------------ | ----- | ------- |
| Субіабре 65' | Звіт  |         |

| «Естадіо Сентенаріо» (Монтевідео) Глядачів: 2 000 |

Чилі: Роберто Кортес, Томас Охеда, Карлос Відаль, Еберардо Вільялобос, Гільєрмо Ріверос, Гільєрмо Сааведра, Карлос Шнебергер, Гільєрмо Субіабре, Артуро Торрес, Касіміро Торрес, Ернесто Чапарро. Тренер — Дьордь Орт.
Франція: Алексіс Тепо, Еміль Венант, Ернест Лібераті, Етьєн Маттле, Марсель Пінель, Марсель Капелль, Огюстен Шантрель, Едмон Дельфур, Селестен Дельмер, Марсель Ланжіє, Александр Віллаплан (). Тренер — Рауль Кодрон.